# Ферентино
Ферентино (итал. Ferentino) је насеље у Италији у округу Фрозиноне, региону Лацио.
Према процени из 2011. у насељу је живело 12539 становника. Насеље се налази на надморској висини од 340 м.

## Становништво
Према резултатима пописа становништва 2011. у општини је живело 20.966 становника.
| 1936.  | 1951.  | 1961.  | 1971.  | 1981.  | 1991.  | 2001.  | 2011.  |
| ------ | ------ | ------ | ------ | ------ | ------ | ------ | ------ |
| 15.516 | 16.328 | 15.794 | 16.021 | 17.695 | 19.149 | 20.103 | 20.966 |

## Партнерски градови
- San Severino Marche, Јекатеринбург, Рокфорд